# 춘양초등학교 (경북)
춘양초등학교는 대한민국 경상북도 봉화군 춘양면 의양리에 있는 공립 초등학교이다.

## 학교 연혁
- 1910.11.18 사립 광성학교로 개교
- 1912.04.01 봉화공립보통학교로 개칭
- 1918.04.01 춘양공립보통학교로 개칭
- 1938.04.01 춘양공립심상소학교로 개칭
- 1941.04.01 춘양공립국민학교로 개칭
- 1996.03.01 춘양초등학교로 개칭
- 1997.07.06 교육부 농어촌 현대화 학교 시공
- 1998.08.25 교육부 농어촌현대화학교 본관 건물 준공
- 1999.03.02 법전초등학교·애당초등학교 통폐합, 눌산분교장 편입
- 1999.09.01 삼동분교장 통폐합
- 2004.06.29 교육인적자원부 학교모형 연구학교 보고회
- 2006.11.10 경상북도교육지원청 외국인 어머니 자녀교육 시범 공개
- 2008.12.31 우리 교육청 자율수업장학 우수교로 선정
- 2009.03.01 눌산분교장 통폐합
- 2010.03.01 경상북도교육지원청 다문화교육 시범학교
- 2010.12.16 2010 명품 경북교육홍보 최우수학교 표창
- 2010.12.31 2010 명품 봉화교육 자율수업장학 최우수교 선정
- 2012.09.01 제35대 류시언 교장 부임
- 2013.03.01 경상북도교육청지정 저작권 교육 정책 연구학교
- 2014.11.28 체육관 '솔빛채' 개관
- 2015.02.13 제 103회 졸업식(졸업생 10473명)
- 2015.03.01 초등 7학급(일반 6, 특수 1), 유치원 2학급 편성
- 2015.08.24 병설유치원 이전 신축
- 2015.12.30 학교홍보 우수교, 청렴마일리지 우수교 지정
- 2016.09.01 제36대 김숙희 교장 부임
- 2017.02.10 제105회 졸업식(졸업생 10522명)
- 2017.03.01 초등 7학급(일반 6, 특수 1), 유치원 1학급 편성
- 2018.01.18 제 9회 방과후학교대상 장려상 수상 및 100대 방과후학교 선정
- 2021.02.10 제 109회 졸업식(졸업생 10799명)
- 2021.03.01 초등 7학급(일반학교6, 특수학교1), 병설유치원1학급 편성
- 2021.09.01 제38대 이영관 교장 부임

## 참고 자료
- 춘양초등학교 - 한국교육학술정보원 학교알리미